# アンデシュ・スヴェンソン
アンデシュ・グンナー・スヴェンソン（Anders Gunnar Svensson, 1976年7月17日 - ）はスウェーデン・ヨーテボリ出身の元同国代表サッカー選手。ポジションはミッドフィールダー、ディフェンダー。スウェーデン代表における歴代最多キャップ記録を保持している。

## 経歴

### クラブ
1998年にIFエルフスボリで選手経歴をスタートし、2001年6月にイングランドのサウサンプトンFCへ移籍。監督を務めていたゴードン・ストラカンの下でレギュラーに定着すると2003年のFAカップ優勝に貢献した。2005年、契約期間が終了することを受けてクラブ会長から契約延長の申し出を受けたものの、これを固辞して古巣のIFエルフスボリに復帰した。

### 代表
スウェーデン代表としては、1999年11月26日の南アフリカ代表との親善試合でデビュー。2002 FIFAワールドカップ・予選では10試合に出場して3得点を挙げ、本大会への切符を手にした。本大会でも安定したプレーをみせ、グループリーグではアルゼンチン代表やイングランド代表を抑えグループ首位での決勝トーナメント進出に貢献した。しかし、ベスト16でセネガル代表に延長戦の末敗れた。
2006 FIFAワールドカップ・予選でも8試合に出場、本大会でもレギュラーとして出場している。その後、若手の台頭により代表での先発から外れることもあったがUEFA EURO 2008予選後半での活躍により再びレギュラーの座を獲得した。UEFA EURO 2008でも中盤の要としてグループリーグ全試合に出場したが、国内リーグ終盤に起こした怪我の影響のためか精彩を欠いた。
2012年のUEFA EURO 2012をもって代表からの引退を表明したが、のちに撤回した。2013年9月6日の2014 FIFAワールドカップ・予選、アイルランド代表戦に出場し、トーマス・ラヴェリのもつスウェーデン代表の最多出場記録に並んだ。しかし、プレーオフでポルトガル代表に敗れ、12月に再度代表引退を表明した。

## 人物
現役引退後は母国スウェーデンのテレビ番組でコメンテーターを務めている。

## 代表歴

### 出場大会
- スウェーデン代表

2002年 - 2002 FIFAワールドカップ (ベスト16)
2004年 - UEFA EURO 2004 (ベスト8)
2006年 - 2006 FIFAワールドカップ (ベスト16)
2008年 - UEFA EURO 2008 (グループステージ敗退)
2012年 - UEFA EURO 2012 (グループステージ敗退)

### 試合数
- 国際Aマッチ 147試合 21得点（1999年-2013年）[5]

| スウェーデン代表 | 国際Aマッチ | 国際Aマッチ |
| 年               | 出場        | 得点        |
| ---------------- | ----------- | ----------- |
| 1999             | 1           | 0           |
| 2000             | 6           | 1           |
| 2001             | 15          | 5           |
| 2002             | 11          | 1           |
| 2003             | 10          | 3           |
| 2004             | 12          | 1           |
| 2005             | 7           | 1           |
| 2006             | 9           | 1           |
| 2007             | 13          | 2           |
| 2008             | 10          | 0           |
| 2009             | 9           | 1           |
| 2010             | 8           | 1           |
| 2011             | 11          | 1           |
| 2012             | 12          | 0           |
| 2013             | 13          | 3           |
| 通算             | 147         | 21          |